# Theope archimedes
Espèce
Theope archimedes est une espèce d'insectes lépidoptères appartenant à la famille  des Riodinidae et au genre Theope.

## Taxonomie
Theope archimedes a été décrit par Johan Christian Fabricius en 1793 sous le nom de  Hesperia archimedes.

### Sous-espèces
- Theope archimedes archimedes
- Theope archimedes zyzyxoxyx D'Abrera, 1994[1].

### Noms vernaculaires
Theope archimedes se nomme Striated Theope en anglais.

## Description
Theope archimedes est un papillon d'une envergure d'environ 34 mm au  dessus des ailes marron très foncé et bleu. Les ailes antérieures ont une bordure costale et une large bordure externe marron très foncé laissant l'aire basale et l'aire discale bleues, alors que les ailes postérieures n'ont qu'une large bande costale marron ce qui laisse une très large plage de couleur bleue.
Le revers est ocre foncé, plus foncé dans la partie basale des ailes antérieures, avec une bande submarginale plus claire chez le mâle, une partie plus claire couvrant toute l'aire postdiscale chez la femelle.

## Écologie et distribution
Theope archimedes est présent en Guyane, en Guyana, au Surinam,  au Costa Rica, au Venezuela, en  Équateur, en Colombie et au Brésil,.

### Biotope
Il réside dans les vallons en forêt humide.

### Protection
Pas de statut de protection particulier.